# موجودات ماورای طبیعی
موجودات ماوراء طبیعی (انگلیسی: Non-physical entity) در هستی‌شناسی و فلسفه ذهن، یک موجود غیر فیزیکی، یک ابژه است که خارج از واقعیت فیزیکی وجود دارد. مکاتب فلسفی ایدئالیسم و دوگانه‌انگاری ذهن و بدن ادعا می‌کنند که چنین موجوداتی وجود دارند، در حالی که فیزیکالیسم ادعا می‌کنند که وجود ندارند. طرح وجود موجودات غیر فیزیکی منجر به سوالات بیشتری در مورد ماهیت ذاتی آنها و ارتباط آنها با موجودات فیزیکی می‌شود.